# 義天玄詔
義天玄詔（ぎてんげんしょう、明徳4年（1393年） - 寛正3年3月18日（1462年4月17日））は、室町時代中期の臨済宗の僧。俗姓は蘇我氏。諱は玄詔。初めの諱は玄承。字は義天。諡号は大慈慧光禅師。土佐国の出身。
18歳で義山明恩に師事して出家し、京都の建仁寺や尾張国犬山の瑞泉寺で修行している。1428年（正長元年）瑞泉寺の日峰宗舜から印可を受けた。その後は諸寺をめぐって参禅し、1450年（宝徳2年）京都衣笠山の龍安寺を開創し、1453年（享徳2年）には大徳寺に住した。